# Polyptyque de Saint-Augustin de Pesaro
Le polyptyque de Saint-Augustin de Pesaro est une peinture polyptyque de Nicolò di Pietro, datant de 1414-1415, aujourd'hui démembré et dispersé. Il porte le nom de saint Augustin qui en était le personnage central.

## Histoire
Le retable était celui de l'église des Augustins de Pesaro, mis en place au moment de sa rénovation en 1413. 
Le retable démembré, les morceaux détachés sont éparpillés et retrouvés partiellement entre la pinacothèque vaticane et le musée des beaux-arts de Lyon.

## Sujet
De grandes représentations de saints catholiques encadraient le Saint Augustin central (perdu).
La prédelle est consacrée aux épisodes de la « Conversion de saint Augustin » issus de ses Confessions, desquelles  sont extraites des scènes typiques parlantes.

## Description

### Registre supérieur
Le registre supérieur affichait des saints catholiques (dans six panneaux dont deux sont perdus) :
De gauche à droite (selon les reconstitutions probables) :
- perdu au sujet ignoré ;
- Saint Jean-Baptiste, Detroit Institute of Art, inv.  no 37.153, acquis en 1937 ;
- Saint Paul, musée civique de Pesaro ;
- Saint Augustin assis ou en pied ? (non localisé) ;
- Saint Pierre, musée civique de Pesaro ;
- Saint Laurent, musée civique de  Pesaro ;
- Saint Nicolas de Tolentino, musée civique de  Pesaro.

Panneaux supérieurs connus du polyptyque
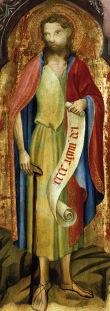
Saint Jean-Baptiste
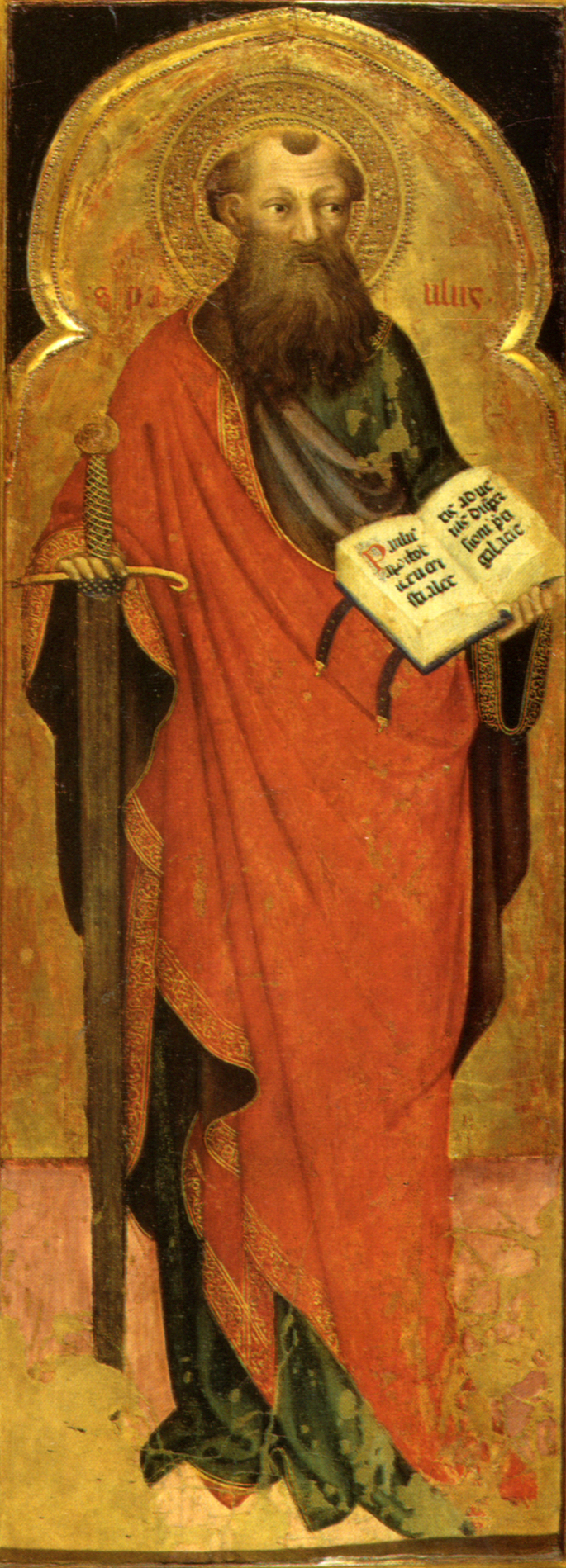
Saint Paul
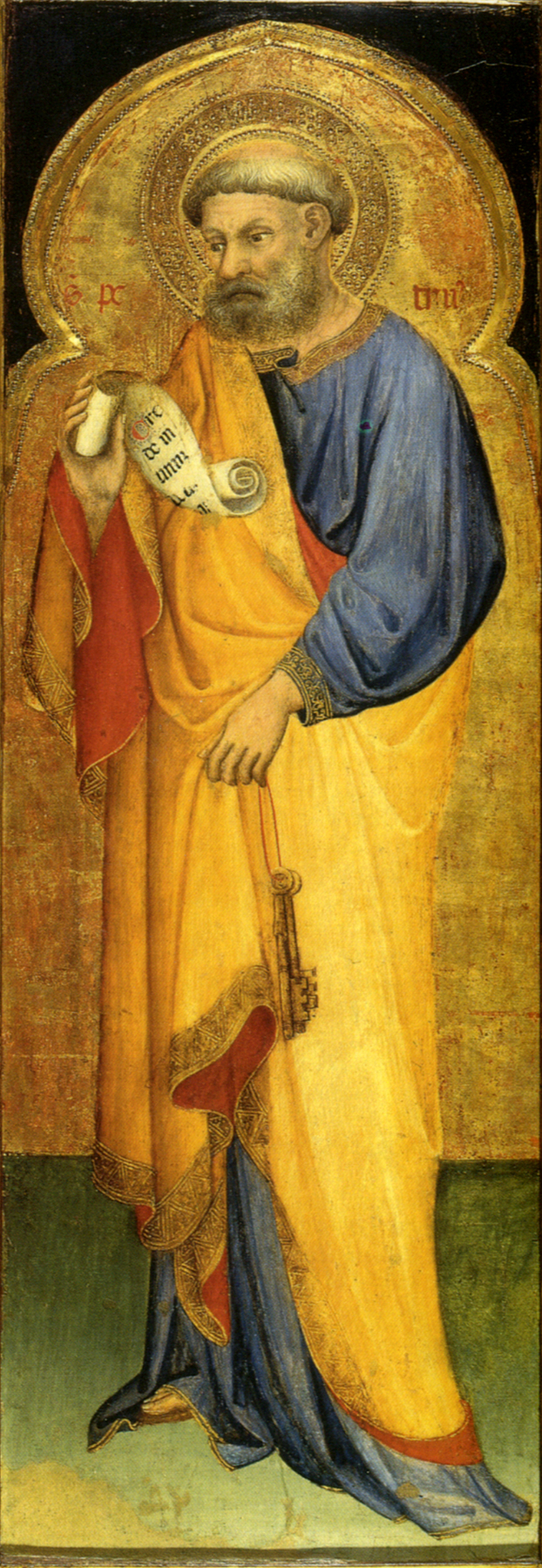
Saint Pierre
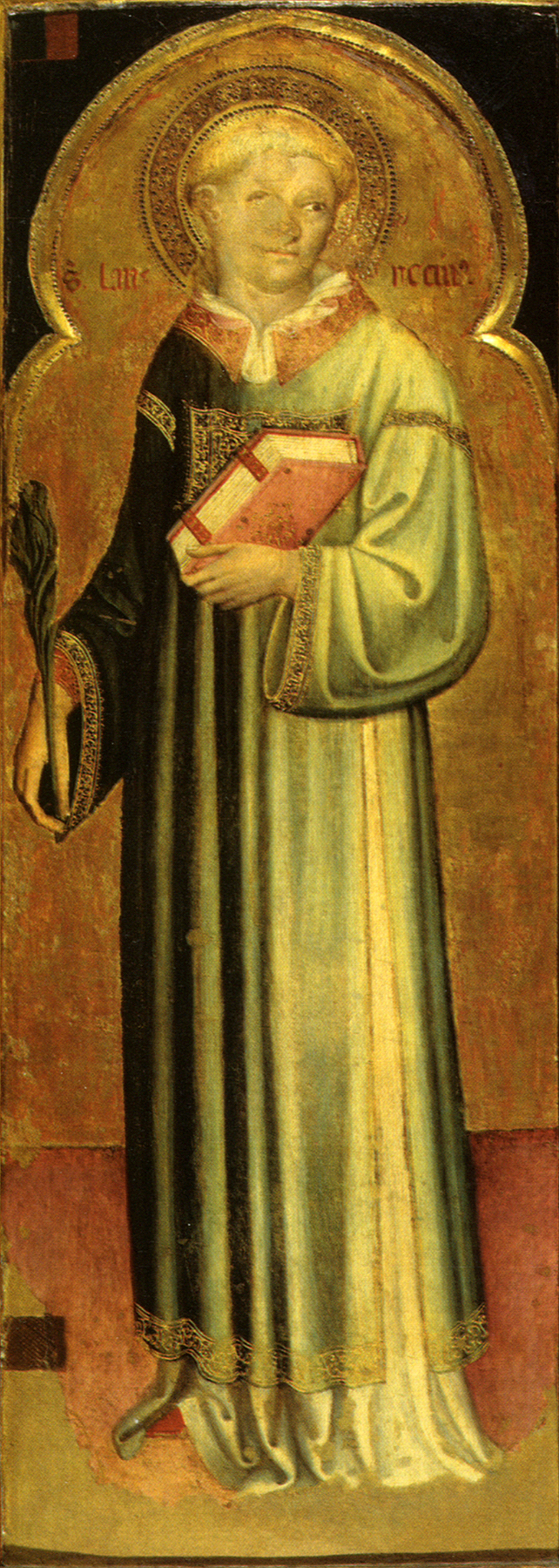
Saint Laurent
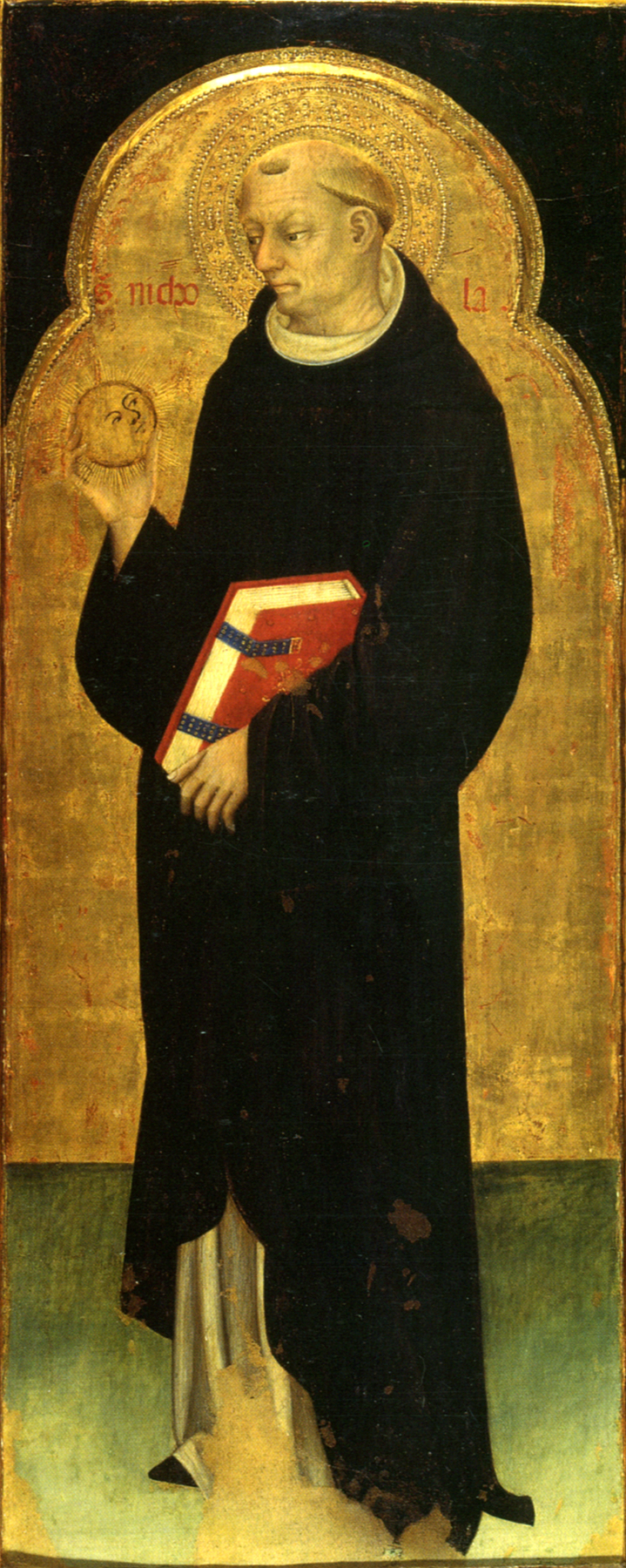
Saint Nicolas de Tolentino

### La prédelle
Le prédelle narre les épisodes de la vie du saint dits ensemble « Conversion de saint Augustin » :
- Saint Augustin conduit par ses parents à l'école de Thagaste, pinacothèque vaticane ;
- Saint Augustin enseignant la rhétorique, pinacothèque vaticane ;
- Saint Augustin et Alypius reçoivent la visite de Ponticianus, transmis par dation en 2008 au musée du Louvre qui le transmet ensuite au musée des beaux-arts de Lyon en 2009 ;
- La Conversion de saint Augustin, non localisé ;
- Le Baptême de saint Augustin, avec Alypius et Adéodat, par saint Ambroise, pinacothèque vaticane ;
- L'Ordination ou La Consécration  de saint Augustin comme évêque d'Hippone, non localisé ;
- L'Institution de l'ordre des Augustins, pinacothèque vaticane.

Éléments connus de la prédelle du  polyptyque
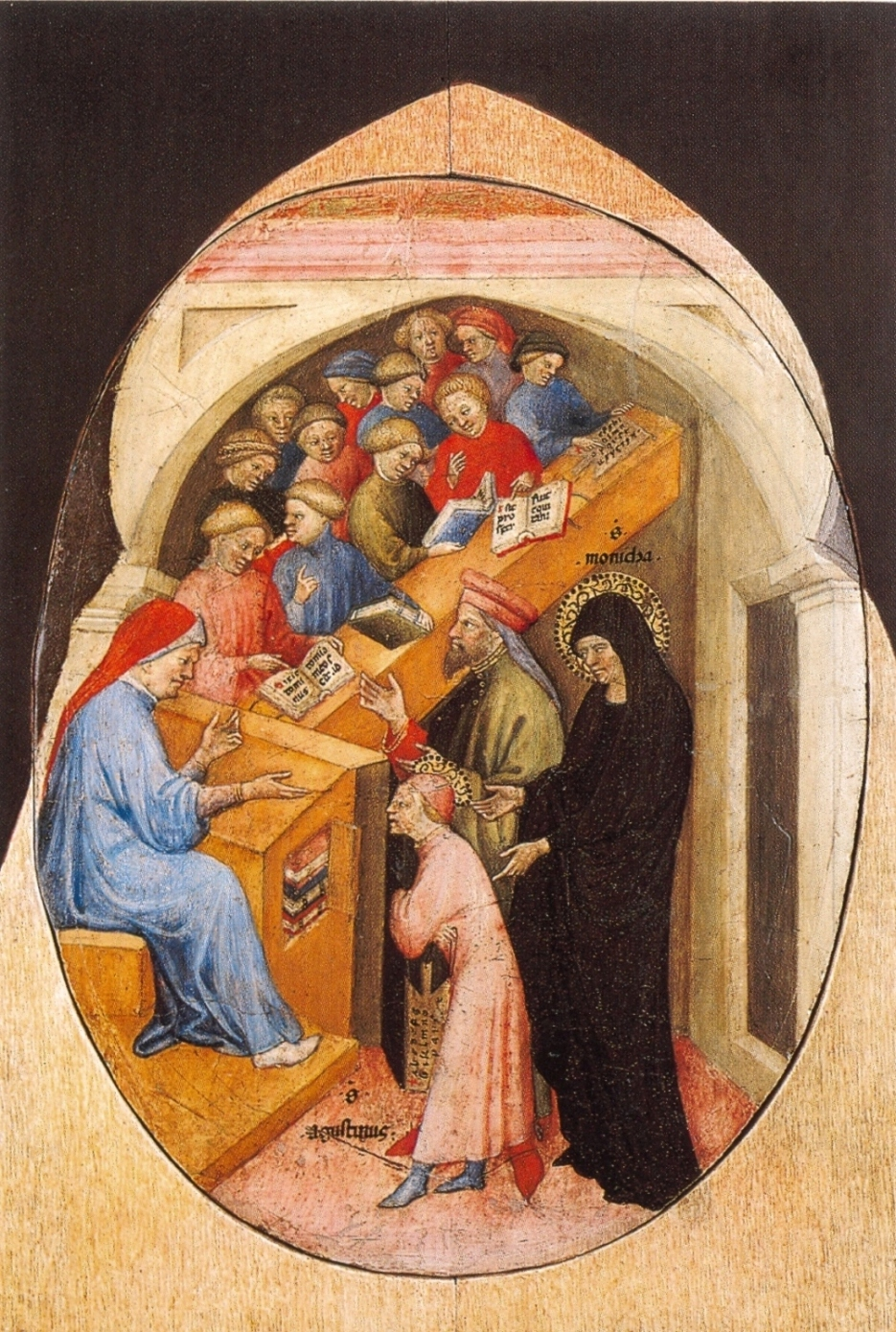
Vatican
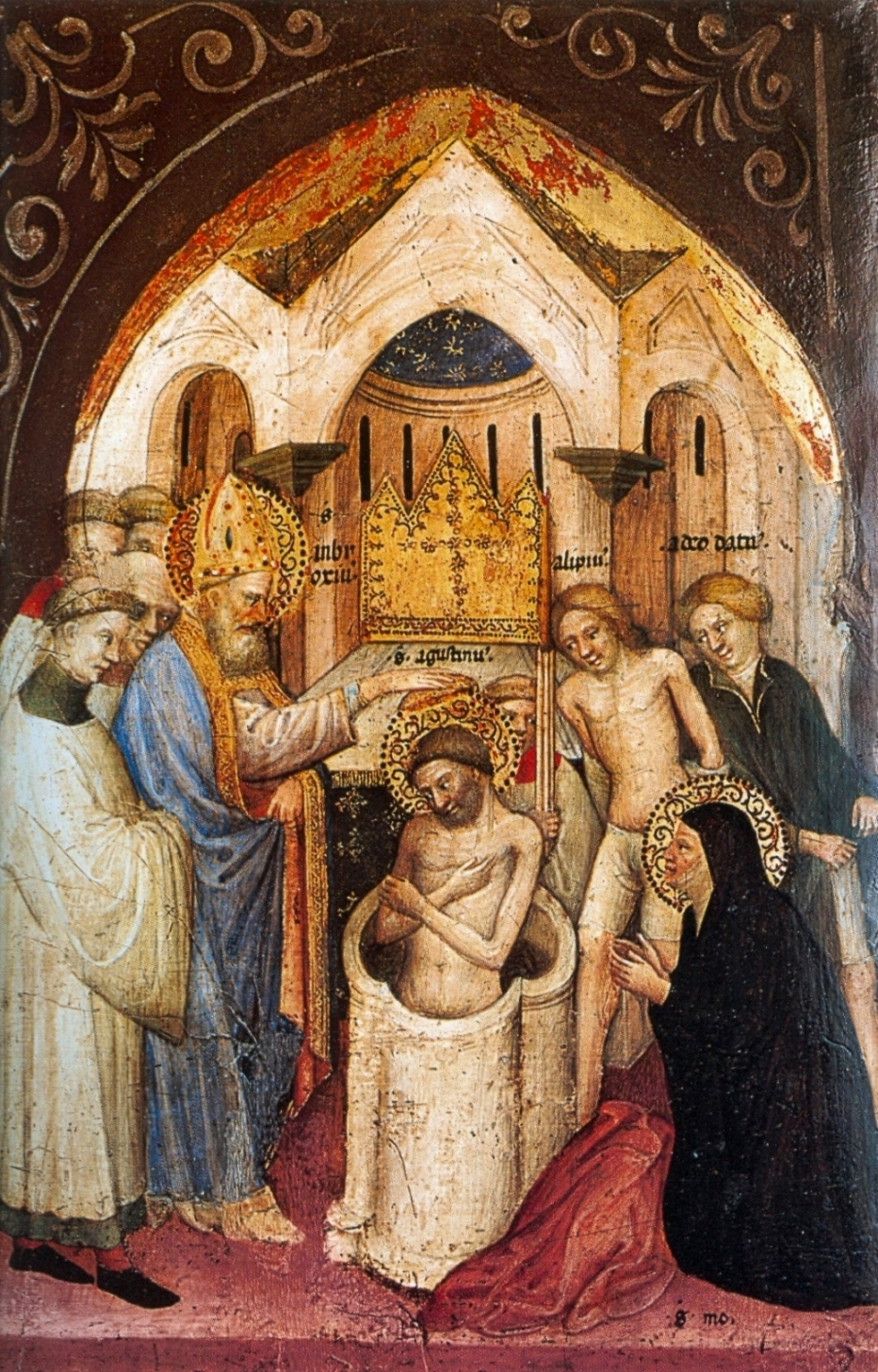
Vatican
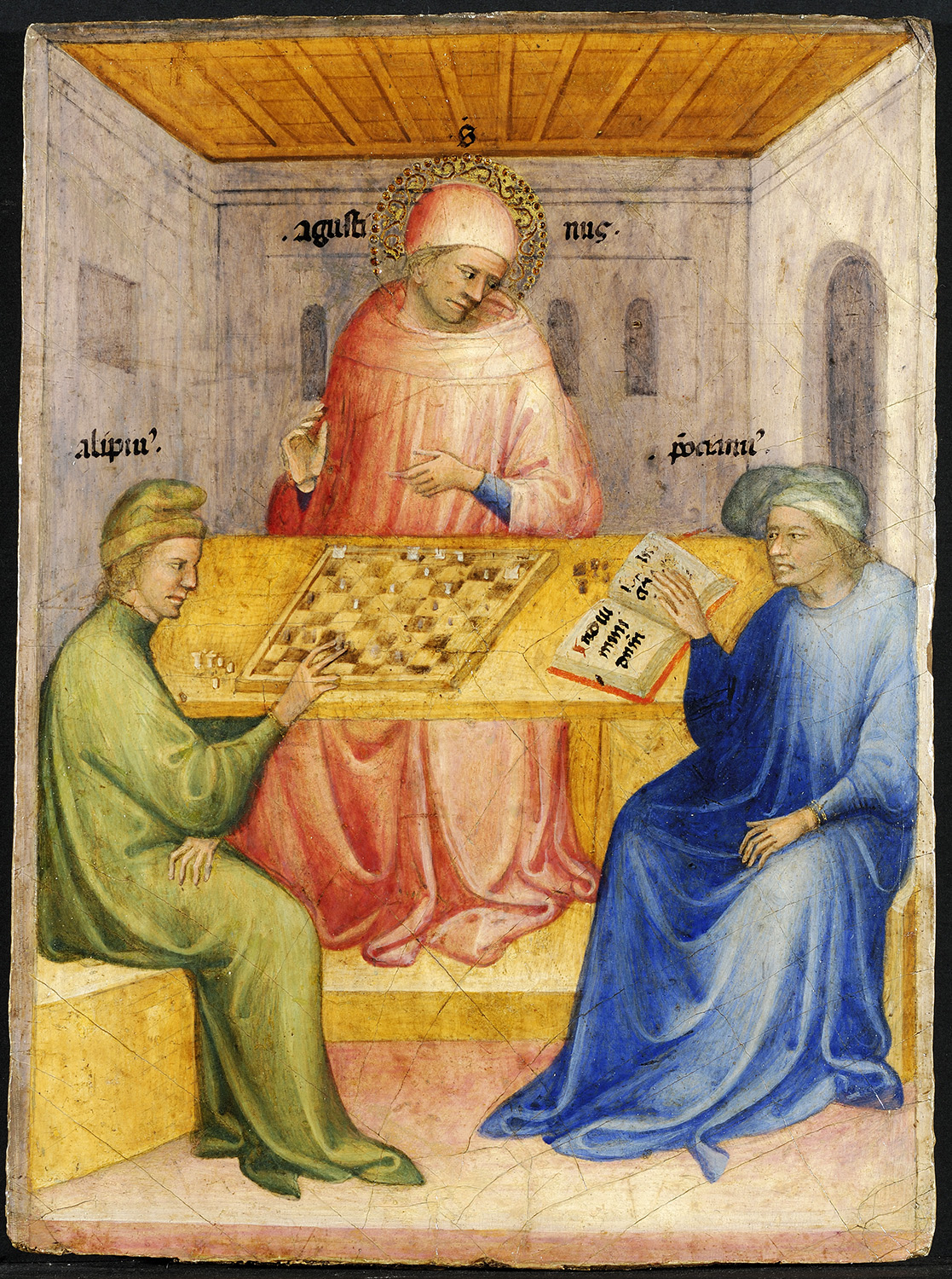
Lyon
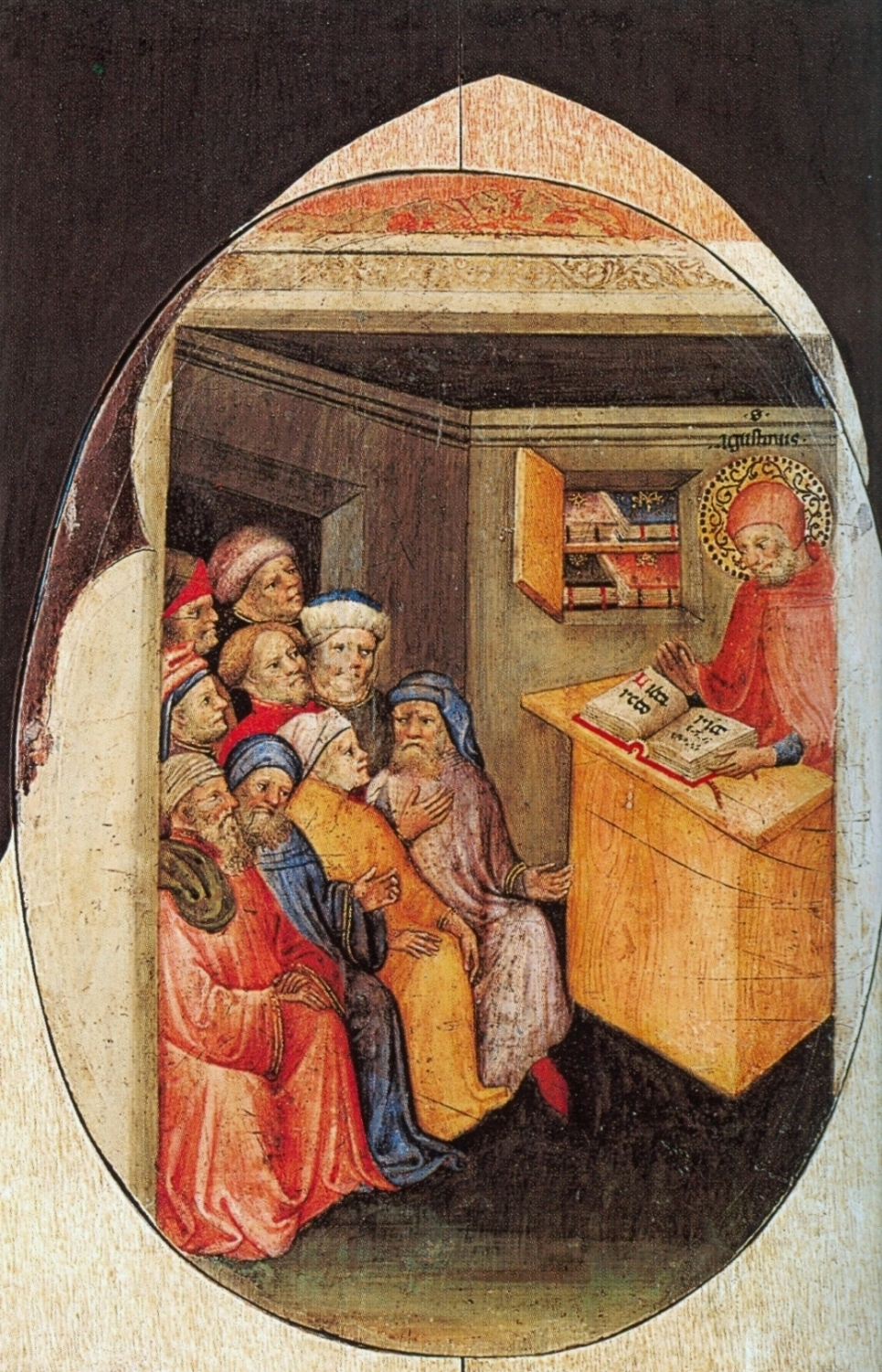
Vatican
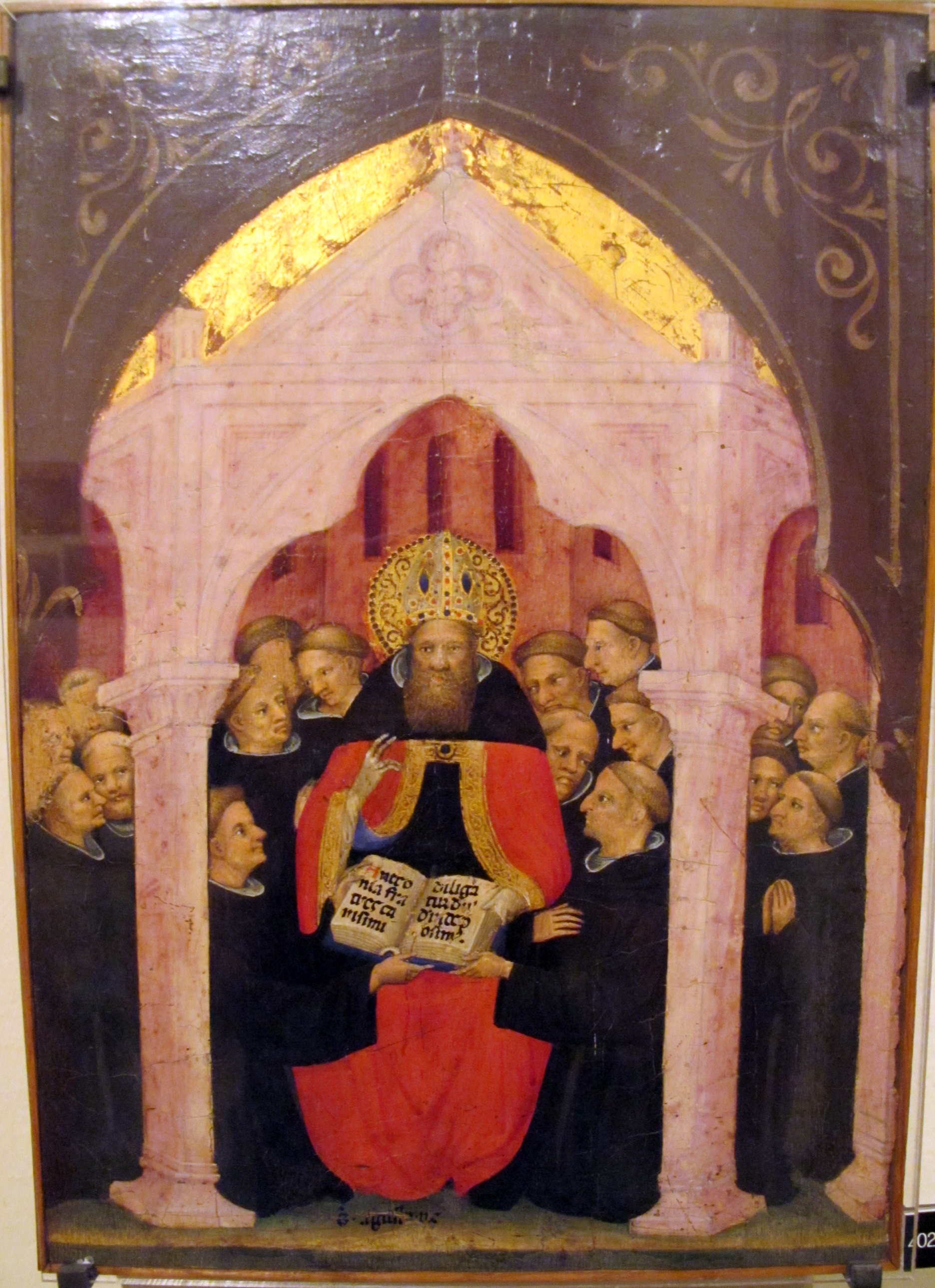
Vatican